# Кашман (Арканзас)
Кашман (енгл. Cushman) град је у америчкој савезној држави Арканзас.

## Демографија
По попису из 2010. године број становника је 452, што је 9 (-2,0%) становника мање него 2000. године.
| Група             | 2000.       | 2010.       |
| Белци             | 440 (95,4%) | 418 (92,5%) |
| Афроамериканци    | 0 (0,0%)    | 0 (0,0%)    |
| Азијати           | 0 (0,0%)    | 5 (1,1%)    |
| Хиспаноамериканци | 5 (1,1%)    | 16 (3,5%)   |
| Укупно            | 461         | 452         |